# 岸村正実
岸村正実（きしむら まさみ、1962年9月13日 - ）は日本の作曲家、編曲家、音楽プロデューサー。

## プロフィール
1981年、パイロッツの一員としてプロ・デビュー。その後、辛島美登里、ビリーバンバンなどのバックバンドを務めながら、編曲活動を開始。現在は作曲・編曲・プロデュース活動を手がけながらMIKI's、天才トノサマBANDなどでの演奏活動も行っている。

## 主な作品
- 東京ディズニーランド 「2004クリスマスパレード」「ミッキーズ クリスマス オン パレード」 他（編曲）
- Keito Blow 「Fountain」（Co-Producer）
- 三角堂 「1974」（Co-Producer）
- PLUS ONE 「クリスマスが過ぎても」（共同編曲）
- 山田花子 「ブス」
- 河相我聞 「YAKUSOKU」
- ノンキース 「恋花火」「最後のLOVE SONG」
- NOEL 「好きになっちゃうよ」「会いに行こう」
- 松倉佐織 「君は愛を持ってる」「相変わらずの日に」 他
- Mappie 「CHEER FOR YOU」
- 笠原弘子 「NEO DECADENCE」 他
- 末永宰士 「キミニアイタイ…」「いつかたどりつける」 他
- 折笠愛 「森へ行こう」（作曲・編曲）他
- 金月真美 「天使の矢は信じない」「勝手にKiss」 他
- 田嶋理香 「きっと明日は」
- C-NICK 「MOON DANCE」（作曲・編曲）
- 松澤由美 「ありのままで」
- 佐藤竹善 「十三夜の月/Back in love」（共同編曲）
- 薬師丸ひろ子 「風に乗って(new version)」
- 鈴木雄大 「jellyfishとラブソング」（Co-Producer）
- Laguna 「attic」（Co-Producer）
- 工藤亜紀 「JUSTICE/YES TOGETHER」
- 日髙のり子 「プロローグ」「言葉にならない」「あなたと私のEpilogue」
- 小島嵩弘 「太陽も花も影も」他

他、観月ありさ、D/FORCE、笹峯愛、吉成圭子、小川範子、大澄賢也、LAZY NACK、有坂美裕などの編曲を手掛ける。